# Tiendoornige stekelbaars
De tiendoornige stekelbaars (Pungitius pungitius) ook wel "moddermannetje", "zwarte Stekelbaars", of "dwergstekelbaars" genoemd, is een vis die inheems is in de Benelux. Hij heet "tiendoornig", maar hij komt voor met meer en met minder stekels. De rugstekels staan wat onregelmatig naar links en rechts, zodat de stekelbaars ze tegen zijn lichaam aan kan leggen zonder dat ze elkaar raken.

## Algemeen
De tiendoornige stekelbaars is een visje dat 5 tot 7 cm lang wordt en is daarmee het kleinste zoetwatervisje van de Benelux. Het broedgedrag is vergelijkbaar met dat van de driedoornige stekelbaars en vindt plaats in april - juni. Het mannetje van de driedoornige stekelbaars maakt zijn nest echter niet op de grond, maar vlecht het wat hoger in de waterplanten.

## Herkenning
Tiendoornige stekelbaarzen hebben een spoelvorm met een wat stompe kop en zijn groenbruin. Ze missen de  zilverachtige glans van de driedoornige stekelbaars. In de paaitijd worden de mannetjes pikzwart met felwitte buikstekels.

## Voortplanting
Opvallend is dat de tiendoornige net als de driedoornige stekelbaars een nest bouwt van waterplanten. Wanneer het water warmer begint te worden krijgen de mannetjes hun baltskleuren en begint hij aan de bouw van zijn nest. Vanaf dan is het mannetje druk in de weer met het aanslepen van nieuw nestmateriaal en het verjagen van andere visjes in de buurt van zijn nest.
Mannetjes die elkaar in deze periode tegenkomen kunnen dan ook hevig beginnen te vechten met soms ernstige verwondingen als gevolg. Het mannetje plakt het materiaal samen met een kleverig goedje uit kliertjes in de buurt van zijn anus. Als hij vindt dat zijn hoopje samengeplakte plantjes nu wel groot genoeg is wringt hij zich los door het midden van het bolletje zodat er een mooi cilindertje ontstaat waar een vrouwtje haar eitjes in kwijt kan. Als dit gebeurd is, zijn zijn bruidskleuren nog feller dan voorheen en hij begint nu met vol enthousiasme zijn zwarte buik met felwitte stekeltjes tentoon te spreiden. De paairijpe vrouwtjes in de buurt die getuige zijn van dit schouwspel zullen het mannetje in al zijn bewegingen volgen tot hij haar uiteindelijk bij het nest brengt en ze er haar eitjes af kan zetten. Na deze hartstochtelijke vrijpartij kan het vrouwtje maar beter terug haar schuilplaats want het mannetje zal haar vanaf nu bezien als een potentiële vijand voor zijn kroost. Zo kunnen er meerdere legsels in het nestje gelegd worden. Wanneer alle eitjes in het nest zitten zal het mannetje zijn legsel beschermen en er constant een stroom zuurstofrijk water overheen sturen door energiek met zijn borstvinnen te waaieren. Als de jongen uitgekomen zijn rest hem nog een laatste taak: zijn jongen tegen alle mogelijke gevaren beschermen tot ze groot genoeg zijn om voor zichzelf te zorgen. Dit duurt hooguit enkele dagen en de jongen zijn nu klaar om de gevaren van de sloot of beek te trotseren want ze zijn zelfs al uitgerust met een stevig stel stekels waarmee ze al hun belagers kunnen overtuigen hen met rust te laten. 

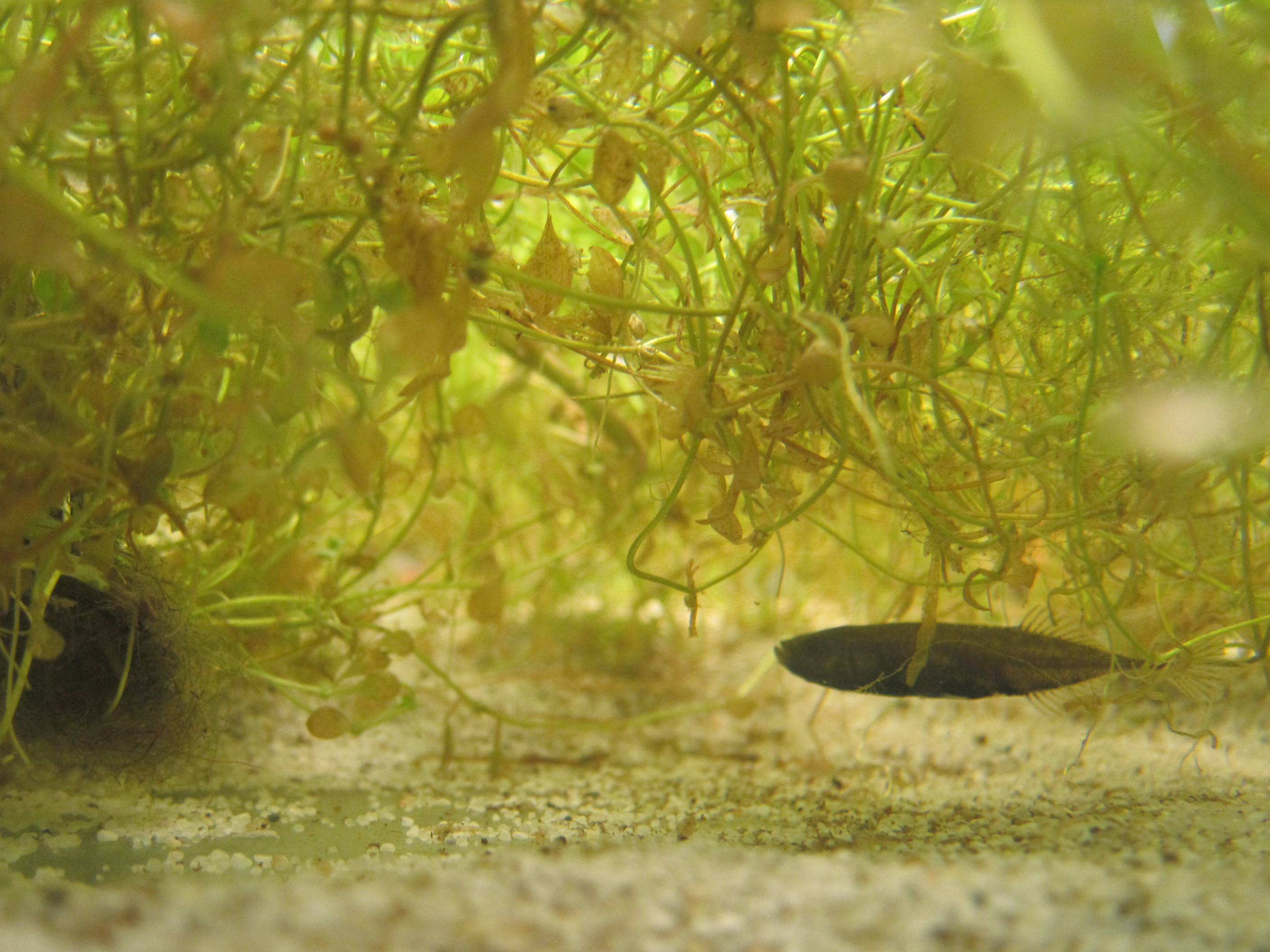
Mannetje bij het nest

## Ecologische betekenis
De tiendoornige stekelbaars komt algemeen voor in ondiep rustig water met waterplanten. Er zijn waarnemingen van dit visje op Terschelling. Het visje is vaak een van de eerste visjes die in nieuw water gevonden wordt. Stekelbaarsjes zijn absolute liefhebbers van kleine ongewervelden en larfjes die zich dikwijls in ietwat vervuild water bevinden. Ze zijn verzot op muggenlarven en helpen zo het natuurlijk evenwicht in ietwat vervuilde watertjes te verbeteren. Ze zitten vaak op plaatsen die te klein of te vuil of te dichtbegroeid zijn voor andere vissen. 
Bij bemonstering van amfibieënpoelen met schepnetten is het heel goed mogelijk dat er nestjes met eieren meegevoerd worden in het schepnet. Dit maakt de poel meteen een stuk minder geschikt als amfibieënpoel, want de stekelbaarzen bejagen de larven fanatiek. Het introduceren van waterplanten is ook sterk te ontraden, omdat tiendoornige stekelbaarzen in die planten hun nesten kunnen hebben opgehangen, die dan gemakkelijk ongezien meegenomen kunnen worden.

## Vijver en aquaria
De tiendoornige stekelbaars kan uitstekend gehouden worden in vijvers of aquaria. Om het broedgedrag te observeren zijn waterplanten nodig.
1. ↑  (en) Tiendoornige stekelbaars op de IUCN Red List of Threatened Species.